# Sepp Rist
Sepp Rist (* 24. Februar 1900 in Hindelang; † 11. Dezember 1980 in Röthenbach (Allgäu)) war ein deutscher Schauspieler.

## Leben
Bereits im Alter von zwölf Jahren war Sepp Rist bei der Allgäuer Skimeisterschaft erfolgreich. 1922 gewinnt er den „Hindernislauf“ in Immenstadt im Allgäu, 1927 nimmt er an den deutschen Skisprungmeisterschaften in Garmisch-Partenkirchen und an Langlaufmeisterschaften teil. Im Ersten Weltkrieg war der Leistungssportler zunächst Heizer auf einem Torpedoboot, später Funktelegraf auf der 1. U-Boot-Geleit-Halbflottille. Ab 1920 arbeitete er bei der Nürnberger Polizei als Funker, vorübergehend auch auf dem Flughafen von Fürth.
Bei einem Skirennen in Gurgl entdeckte ihn der Kameramann Sepp Allgeier. Das Foto des Athleten und „Naturburschen“ begeisterte die Schauspielerin Leni Riefenstahl so sehr, dass sie damit den zunächst skeptischen Regisseur Arnold Fanck überzeugte, dem damaligen „Laien“ Rist die Hauptrolle im Bergfilm Stürme über dem Mont Blanc zu geben. In diesem ersten Tonfilm von Fanck, der auf Stunt-Doubles prinzipiell verzichtete, ging Rist zwischen Gletscherspalten und Lawinen teilweise hohe Risiken ein. Es folgten zahlreiche weitere Filme, in denen Rist stets den wagemutigen Abenteurer verkörperte. In der deutsch-amerikanischen Produktion SOS Eisberg, die 1932 teilweise in der Siedlung Uummannaq auf Grönland gedreht wurde, ging Rist bis an seine körperliche Belastungsgrenze. So musste er „fast täglich“ zwischen Eisschollen schwimmen. Er wurde „beinahe zum Seehund“, wie Kameramann Hans Ertl schrieb, zumal der Schauspieler in einer dramatischen Verfolgungsszene nur knapp einem eigens mitgebrachten Eisbären entkam.
Bei den Dreharbeiten zu der Bauernkomödie Der lachende Dritte (1936) lernte Rist seine spätere Ehefrau Carla Rust kennen. Die beiden standen auch in der Komödie Der rettende Engel (1940) gemeinsam vor der Kamera. In den in Indien gedrehten Abenteuerfilmen Der Tiger von Eschnapur (1938) und Das indische Grabmal (1938) war Sepp Rist ursprünglich als „Sascha Demidoff“ besetzt und sollte den Liebhaber der Hauptdarstellerin La Jana darstellen. Weil er sich bei einem Sprung aus acht Metern Höhe ins Wasser verschluckte, angeblich, weil er im letzten Moment einer Panzerschildkröte ausweichen musste und sich infolgedessen eine Darminfektion holte, musste er im damaligen Bombay ins Krankenhaus und die ungewöhnlich exotischen Dreharbeiten absagen. Rist wurde von Gustav Diessl ersetzt.
In der deutsch-japanischen Produktion Das heilige Ziel (1940) bringt Rist in der Rolle eines Trainers zwei jungen Japanern, die unbedingt an den (dann kriegsbedingt ausgefallenen) Olympischen Spielen 1940 teilnehmen wollen, das Skispringen bei. Inspiriert wurde der Film 1937 von einer Zeitungsmeldung, wonach zwei Japaner tatsächlich das Gelübde abgelegt hatten, solange auf ein Privatleben zu verzichten, bis sie in dieser Disziplin olympiatauglich waren. Rist, der es durch seine Bergfilme auch im Fernen Osten zur Bekanntheit gebracht hatte, war vom Kameramann Richard Angst empfohlen worden, der mit dem japanischen Produzenten Takeo Ogasawara bereits gedreht hatte. Bei den Dreharbeiten in Tokio soll Rist mit seinem exzessiven Alkoholkonsum („15 bis 20 Flaschen Bier täglich“) zum Ärger der dortigen Deutschen Botschaft peinliche Zwischenfälle provoziert haben.
In der dramatischen Geierwally von 1940 (Regie Hans Steinhoff) ist Rist an der Seite von Heidemarie Hatheyer als Draufgänger „Bärenjoseph“ zu sehen. Die Außenaufnahmen im Ötztal wurden zu einem Medienereignis. Im antibritischen NS-Propagandafilm Titanic (1943), der in Deutschland erst nach dem Zweiten Weltkrieg gezeigt wurde, übernahm Rist die Nebenrolle des frisch vermählten, braven Jan, der beim Untergang des Schiffs mit seiner Ehefrau, anders als die englischen Millionäre, diszipliniert wartet, bis er in ein Rettungsboot gelassen wird.

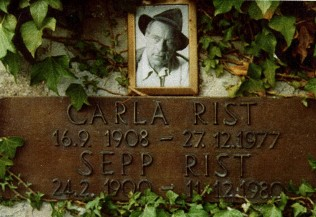
Grabstätte von Sepp Rist

1951 übernahm Rist in dem von der 20th Century Fox produzierten Film Rommel, der Wüstenfuchs bei den Probe- und Außenaufnahmen, die in Herrlingen bei Ulm gedreht wurden, die Titelrolle. Im eigentlichen Film spielte James Mason den Generalfeldmarschall. Zeittypisch trat Rist damals häufig in Heimatfilmen in Erscheinung, allerdings nur noch in kleinen Rollen, in denen er vornehmlich Jäger, Förster und andere bodenständige Personen darstellte. In Solange du lebst (1955) in der Regie von Harald Reinl, der in der Zeit des Spanischen Bürgerkriegs spielt und in der Sierra Nevada gedreht wurde, ist Rist an der Seite von Marianne Koch als „Pedro“ besetzt.
Zuletzt wirkte er in bayerischen Fernsehserien wie Königlich Bayerisches Amtsgericht mit.
Sepp Rist starb im Alter von 80 Jahren. Er ruht auf dem Friedhof in Bad Hindelang, neben seiner Gattin, die drei Jahre vor ihm starb (Grab bereits aufgelassen, Gedenktafel an der Friedhofsmauer).

## Filmografie
- 1930: Stürme über dem Mont Blanc
- 1933: SOS Eisberg
- 1934: Der ewige Traum
- 1934: Der Springer von Pontresina
- 1934: Die Reiter von Deutsch-Ostafrika
- 1936: Verräter
- 1936: Der lachende Dritte
- 1938: Das heilige Ziel (dt.-jap. Koproduktion, Regie führte Hiromasa Nomura, Originaltitel: 国民の誓; in Deutschland 1942 uraufgeführt)
- 1940: Krambambuli
- 1940: Der rettende Engel
- 1940: Die Geierwally
- 1941: Die Erbin vom Rosenhof
- 1942: Der Fall Rainer
- 1943: Kohlhiesels Töchter
- 1943: Titanic
- 1945: Der Erbförster
- 1950: Grenzstation 58
- 1951: Valentins Sündenfall
- 1952: Der Sonnblick ruft
- 1952: Des Teufels Erbe (The Devil Makes Three)
- 1952: Der Weibertausch
- 1952: Der Herrgottschnitzer von Ammergau
- 1953: Das Dorf unterm Himmel
- 1953: Liebe und Trompetenblasen
- 1953: Die große Schuld
- 1954: Der erste Kuß
- 1954: Unternehmen Edelweiß
- 1954: Schützenliesel
- 1954: Die schöne Müllerin
- 1955: Oberarzt Dr. Solm
- 1955: Der Schmied von St. Bartholomä
- 1955: Solange du lebst
- 1956: Der Adler vom Velsatal
- 1956: Wo die alten Wälder rauschen
- 1956: Die schöne Meisterin
- 1956: Die Magd von Heiligenblut
- 1956: Wer die Heimat liebt
- 1957: Jungfrauenkrieg
- 1957: Jägerblut
- 1957: Der König der Bernina
- 1958: Nackt wie Gott sie schuf
- 1959: Heiße Ware
- 1960: Heimweh nach dir, mein grünes Tal (Mein Vaterhaus steht in den Bergen)
- 1961: Drei Mann in einem Boot
- 1962: Waldrausch
- 1963: Null Uhr Hauptbahnhof (Fernsehserie Die fünfte Kolonne)
- 1964: Die schwedische Jungfrau
- 1967: Die Kamera (Fernsehserie Das Kriminalmuseum)
- 1967: Da lacht Tirol
- 1967: Wenn Ludwig ins Manöver zieht
- 1969: Die Tote im Dornbusch (Fernsehserie Der Kommissar)
- 1970: Drei Tote reisen nach Wien (Fernsehserie Der Kommissar)
- 1970: Das Bienenhaus (Fernsehserie Königlich Bayerisches Amtsgericht)
- 1971: Der Erbonkel (Fernsehserie Königlich Bayerisches Amtsgericht)
- 1973: Schloß Hubertus
- 1974: Der Jäger von Fall